# فرودگاه جیلا ریور ممریال
فرودگاه جیلا ریور ممریال (به انگلیسی: Gila River Memorial Airport) یک فرودگاه خصوصی است که یک باند فرود آسفالت دارد و طول باند آن 2,609 x 23 متر است. این فرودگاه در شهر چندلر، آریزونا کشور ایالات متحده آمریکا قرار دارد و در ارتفاع ۳۶۱٫۲ متری از سطح دریا واقع شده‌است.